# Gisela Morón
Gisela Morón Rovira (* 25. Januar 1976 in Barcelona) ist eine ehemalige spanische Synchronschwimmerin.

## Erfolge
Gisela Morón gewann 2003 mit der Mannschaft in der Kombination bei den Weltmeisterschaften in Barcelona mit Silber ihre erste internationale Medaille. 2004 wurde sie in Madrid erstmals Europameisterin dank eines ersten Platzes in der Kombination. Darüber hinaus belegte sie erneut Rang zwei im Mannschaftswettbewerb. Morón schloss die Weltmeisterschaften 2005 in Montreal in der Mannschaftskonkurrenz und in der Kombination jeweils auf dem dritten Platz ab. Ein Jahr darauf gewann sie bei den Europameisterschaften in Budapest in der Kombination und im Mannschaftswettbewerb jeweils die Silbermedaille. Im freien Programm sicherte sich Morón bei den Weltmeisterschaften 2007 in Melbourne eine weitere Silbermedaille und belegte im technischen Programm Rang drei.
Bei den Europameisterschaften 2008 in Eindhoven sicherte sie sich in der Kombination wie schon 2004 den Titelgewinn. Bei den Olympischen Spielen 2008 in Peking gehörte Morón zum spanischen Kader im Mannschaftswettbewerb an. Im technischen und im freien Programm des Wettkampfs erzielten die Spanierinnen das zweitbeste Resultat hinter den späteren Olympiasiegerinnen aus Russland. Vor der drittplatzierten chinesischen Mannschaft gewann Morón, die als Reservisten als einzige nicht zum Einsatz kam, somit gemeinsam mit Andrea Fuentes, Thaïs Henríquez, Alba María Cabello, Laura López, Gemma Mengual, Raquel Corral, Irina Rodríguez und Paola Tirados die Silbermedaille. Bei den Weltmeisterschaften 2009 in Rom gewann sie die Goldmedaille in der Kombination. Die Weltmeisterschaften waren Moróns letzte internationale Wettkämpfe.